# توفيق الباشا
توفيق الباشا (1924 - 2005) هو رائد من رواد الموسيقى العربية وواحد من رجالات لبنان المبدعين الذين تركوا إرثا غنيا في الموسيقى والفن والإنتاج الإذاعي. وهو من الذين ساهموا مساهمة فعالة في نهضة الأغنية اللبنانية والعربية وترك وراءه مدرسة موسيقية كبيرة ومهمة وعالمية، وتخرجت على يديه مجموعات من الموسيقيين والفنانين، وهو نجم لامع من نجوم الإذاعة اللبنانية.

## نبذة
ولد في مدينة بيروت في العام 1924. درس الموسيقى في المعهد الموسيقي التابع للجامعة الاميركية في بيروت على آلة الفيولونسيل. تابع دراسته في التأليف الموسيقي العالمي مع البروفسور «برتراند روبيار». في العام 1949 عهدت إليه إدارة القسم الموسيقي في إذاعة القدس من رام الله. في العام 1951 التحق بفرقة «باليه الشرق الأوسط» كمؤلف وكقائد للاوركسترا فتفرغ للتأليف الموسيقي والغنائي وقيادة الاوركسترا. قدمت الفرقة أعمالها على مسارح: اوبرا القاهرة وبغداد والقدس ودمشق وفي بلاد الهند في مدن بومباي، كلكتا ونيودلهي، وذلك خلال العامين. في العام 1953 تسلم مسؤولية الإنتاج الموسيقي في إذاعة «محطة الشرق الادنى للاذاعة العربية» حتى توقفها عام 1956. له العديد من المقالات في الموسيقى العربية والموشحات والأغنية وفن الطقطوقة نشرها في مجلة الحداثة.
تزوّج الباشا من الفنانة وداد، ورزق منها بالموسيقي عبد الرحمن الباشا وريما الباشا ورندا الباشا، وكانت الفنانة الراحلة تناقش أدنى التفاصيل معه، ثم انفصل عنها لاحقاً وتزوج من الفنانة نهى هاشم، شقيقة الفنانة سعاد هاشم، التي عُرفت في ستينيات القرن الماضي.

## أعماله

### نشاطاته
- من مؤسسي الليالي اللبنانية في مهرجانات بعلبك الدولية وعمل فيها كمؤلف موسيقي وقائد للاوركسترا في سنوات 1957- 1959- 1964- 1974.[7]
- أسس مع زملائه برعاية سعيد فريحة في العام 1960 «فرقة الأنوار العالمية» قدمت حفلاتها بالإضافة في «مسرح كازينو لبنان» في قبرص، فيينا، فرانكفورت، فيزبادن، باريس، القاهرة، الإسكندرية، الكويت، عمان، بعلبك وكان مشتركا كمسؤول ومؤلف موسيقي وقائد اوركسترا.
- أوكلت اليه في العام 1961 رئاسة دائرة الموسيقى في إذاعة لبنان.
- نظم التدريس في مادة الموشحات في المعهد الوطني اللبناني العالي للموسيقى وجعلها مادة علمية أساسية.
- رئيس جمعية المؤلفين والملحنين وناشري الموسيقى في لبنان بين العامين 1969-1986 وكان الرئيس الفخري للجمعية.
- رئيس اللجنة الوطنية للموسيقى (الأونيسكو) من العام 1986 إلى العام 2000.
- كان عضوًا دائمًا في المجمع العربي للموسيقى (جامعة الدول العربية) منذ تأسيسه في العام 1970

### مؤلفاته الغنائية
- ألف ألحانا غنائية لمعظم الشعراء في لبنان وبعض شعراء الأقطار العربية تربوا على مئات الأغنيات والقصائد بين العامين 1959 و1981 لكبار المطربين اللبنانيين والعرب.
- ابتدأ العام 1962 في كتابة الألحان والموسيقى لأكثر من 3000 قصيدة من تراث الأدب العربي، توزعت على برامج إذاعية وتلفزيونية، منذ العصر الجاهلي إلى العصر العباسي ومنها: «ليالي الاصفهاني في كتاب الاغاني»، «مجالس الطرب عند العرب»، «ليالي شهرزاد»، «بدائع النغم»، «عباقرة الغناء عند العرب»، «اشعب والكندي»، «جحا».

### المؤلفات السمفونية
- سمفونية «الليل» مستوحات من شعر لسعيد عقل 1953.
- سمفونية «فوق البنفسجية: اللامقامية» (جائزة المعهد الموسيقى الوطني) 1969.
- سمفونية «بيروت 82» (عن الاجتياح الإسرائيلي لمدينة بيروت) 1983.
- سمفونية «السلام» 1985-1986. عزفتها في العام 1988 اوركسترا الفيلهارموني لمدينة لياج في لياج وبروكسل وفيرفييه.
- الثلاثية المقامية «لآلة البيانو والاوركسترا الوترية» 2000-2001. ألف الموسيقى التصويرية لخمسة أفلام تسجيلية طويلة.
- استحدث في الفن الانشادي الروحي العربي الـ«اوراتوريو»، فألف «الانشادية النبوية» شعر أحمد شوقي «اوراتوريو» 1995، وانشادية «عظماء الدنيا وعظماء الاخرة» 1996. النص الأدبي للدكتور مصطفى محمود عن تراث الشيخ محي الدين بن عربي «اوراتوريو 2» قدمتهما اوركسترا القاهرة السمفوني مع كورال أوبرا القاهرة.
- صدرت له في العام 1998 مجموعة مختارة من أعماله الموسيقية والغنائية الكاملة على 17 CD.

### كتبه
- المختار من الموشحات الأندلسية (تحقيق وتأليف).
- الإيقاع في الموسيقى العربية (تحقيق ومقارنة).
- الكمان والارباع الصوتية (21 دراسة عالية).

### أوسمته وجوائزه
- ميدالية مدينة «باريس» 1961.
- ميدالية الاستحقاق اللبناني الفخرية 1975.
- وسام العلوم والفنون من الدرجة الأولى (جمهورية مصر العربية) 1975.
- وسام الاستحقاق اللبناني من رتبة فارس 1997.
- ثلاث اوسمة من جمعية Paris- Sacem.
- الوسام المذهب من جمعية المقاصد الخيرية الإسلامية 1989.
- جائزة مؤسسة عبد الهادي الدبس 1997.
- الجائزة التقديرية من «المجمع العربي للموسيقى»(جامعة الدول العربية) 2002.
- الجائزة التقديرية من «مؤتمر الموسيقى العربية»(دار الاوبرا المصرية) 2002.[8]

## آخر أعماله
كانت آخر أعمال الباشا سمفونية “قدموس وأوروبا” من شعر سعيد عقل ولم تعزف كاملة. ويروي محمد كريم في كتابه “كما عرفتهم” (2015) أنه في زيارته الأخيرة له في المستشفى في ليلة وفاته، أخبره الباشا أنه بصدد تدبير تمويل لمسفونية «قدموس وأوروبا» التي يجب أن ترى النور. وفي فجر اليوم التالي (6 كانون الأول /ديسمبر 2005) رحل عن عالمنا بعد معاناته مع المرض، تاركاً إرثاً يخشى المرء عليه من الضياع والهلاك.
قال عنه زكي ناصيف: «ذاكرته الموسيقية كبيرة، وهو سيد الموشحات على الإطلاق».
وكتب منصور الرحباني: «توفيق الباشا المتمرّس بموسيقى الشرق وتقنية الغرب واحد من النخبة القليلة التي صنعت للبنان شخصية وفرادة. عطاؤه نابع من الأعماق. سكن الحاضر والآتي وصار في تاريخنا قمر للحكايات والسهر».

## وصلات خارجية
- توفيق الباشا على موقع IMDb (الإنجليزية)
- توفيق الباشا على موقع ديسكوغز (الإنجليزية)

- رحيل «باشا» الموسيقى العربية
- توفيق الباشا، موسيقى النهضة
- توفيق الباشا (1924-2005)…  ريادة مستمرة رغم الغياب